# USS Leyte Gulf (CG-55)
Pour les autres navires du même nom, voir USS Leyte.
L'USS Leyte Gulf (CG-55) est un croiseur lance-missiles de la classe Ticonderoga en service dans l'US Navy, nommé en mémoire de la bataille du golfe de Leyte, affrontement majeur dans le Pacifique pendant la Seconde Guerre mondiale.
Sa quille est posée le 18 mars 1985 par le chantier Ingalls Shipbuilding de Pascagoula (Mississippi), alors division de Litton Industries. Il est lancé le 20 juin 1986 et mis en service le 26 septembre 1987 à Port Everglades, en Floride,.

## Historique
Le 14 octobre 1996, le Leyte Gulf entre en collision avec l'USS Theodore Roosevelt alors qu'il mène des opérations au large des côtes de la Caroline du Nord. L'incident résulte d'une inversion moteurs du porte-avions sans avertissement préalable, le Leyte Gulf l'escortant derrière lui. Aucune victime ni aucun blessé n'est signalés. Les dommages causés s'élèvent pour le croiseur à 2 millions de dollars.
En 2002, il remporte le Marjorie Sterrett Battleship Fund Award pour la flotte de l'Atlantique.
À la fin de 1992, le Leyte Gulf est affecté au Carrier Group Two. En mars 2003, il est affecté au Carrier Group Eight.

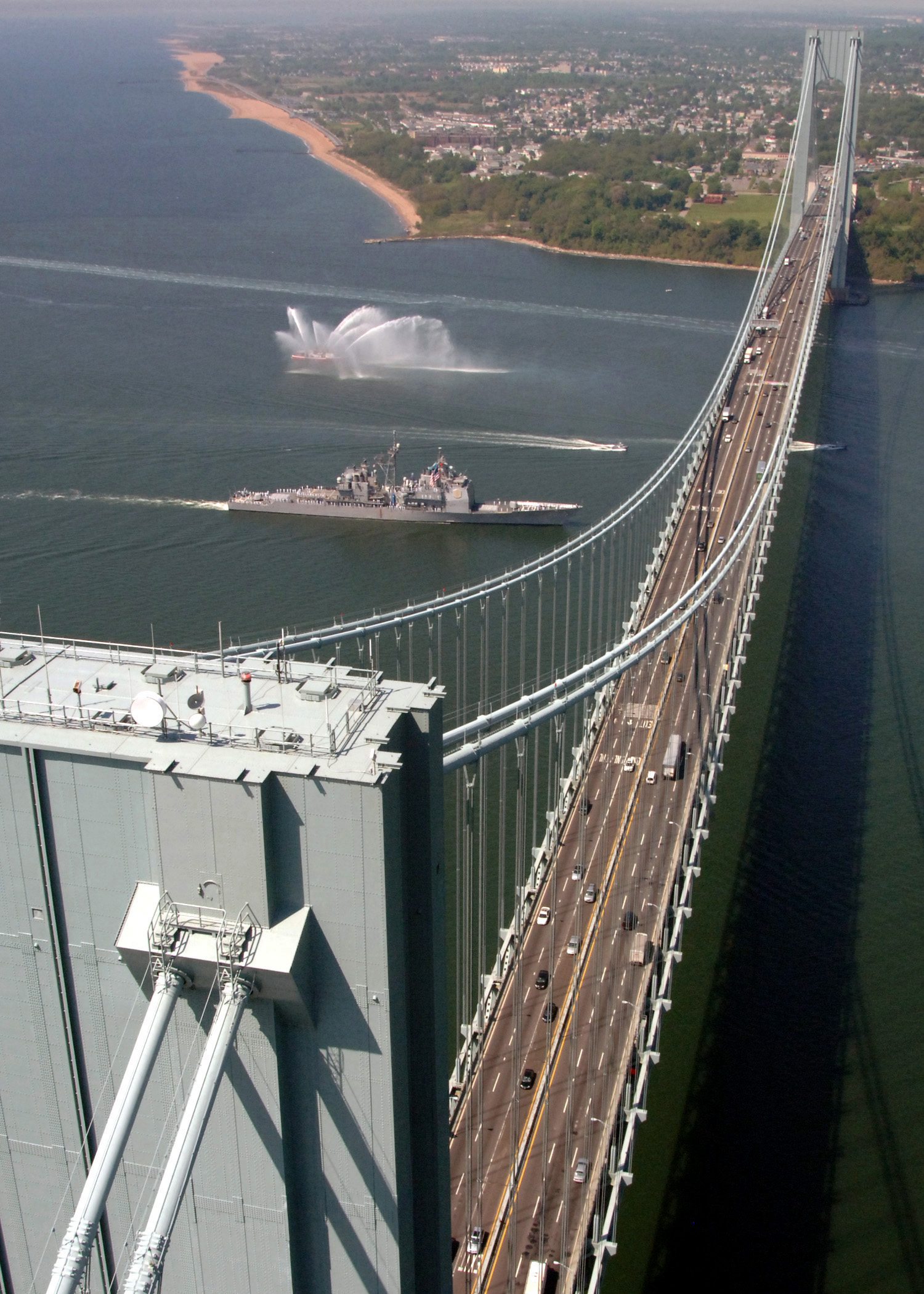
L'USS Leyte Gulf passant sous le pont Verrazzano-Narrows lors du défilé des navires le jour de l'ouverture de la Fleet Week 2008 de New York.

Le 15 septembre 2007, un incendie se déclare à bord pendant des travaux de modernisations au chantier naval de BAE Systems à Norfolk, en Virginie. Initialement, l'incendie attire l'attention nationale en raison d'un possible acte terroriste, mais il se révèle rapidement être un accident industriel. Cinq ouvriers du chantier naval sont blessés dans l'incident, dont un grièvement, mais aucun membre du personnel naval n'est déclaré responsable.
En février 2011, le Leyte Gulf est impliqué dans un incident avec des pirates somaliens après avoir capturé le yacht Quest battant pavillon américain.
Le croiseur rentre à Norfolk le 15 juillet 2011. Au cours de son déploiement, il a participé à des opérations ayant permis de capturer 75 pirates somaliens et à des frappes de missiles de son groupe aéronaval contre le gouvernement libyen.
En janvier 2015, le Leyte Gulf revient d'un déploiement de six mois en mer Méditerranée. Le navire a servi de navire amiral du Standing NATO Maritime Group 2 pendant une grande partie du déploiement.
En août 2022, le Leyte Gulf est de nouveau déployé en mer Méditerranée, avant de revenir à Norfolk le 9 juin 2023.
Le 29 janvier 2024, le Leyte Gulf est déployé depuis la base navale de Norfolk, en Virginie, vers la zone d'opérations de la 4e flotte, qui comprend les Caraïbes, l'Amérique centrale et l'Amérique du Sud. Il accueille le HSM-50 (en) (escadre d'hélicoptères) et doit mener des exercices avec des partenaires régionaux et effectuer des escales au port pour contrer des menaces telles que le trafic de drogue illégal.
En mars 2024, la marine annonce son intention de radier le Leyte Gulf le 27 septembre 2024.